# Pratt & Whitney TF-30
Động cơ TF-30 được sản xuất bởi Pratt & Whitney là động cơ phản lực bên trong có thêm một động cơ cánh quạt cung cấp thêm lực đẩy đầu tiên trên thế giới có thùng đốt nhiên liệu phụ. Nó được sử dụng trong dự án máy bay chiến đấu F6D Missileer có thể phóng lên từ tàu sân bay và sử dụng trong F-14 Tomcat, F-111 General Dynamics và A-7 Corsair II có thêm thùng đốt nhiên liệu phụ.
TF-30 được thử nghiệm lần đầu năm 1964 và sản xuất liên tục cho đến năm 1986.
Máy bay phản lực siêu thanh trước khi đưa vào sử dụng động cơ TF-30 đều sử dụng động cơ tuabin tạo ra lực đẩy dưới dạng một dòng khí nóng, các nhà chế tạo đều chống lại việc đưa động cơ phản lực bên trong có thêm một động cơ cánh quạt vào sử dụng. Với động cơ tua bin khe lấy không khí có hướng đi đến động cơ làm cho không khí trộn với nhiên liệu ít làm hao tổn nhiên liệu, nhưng ngược lại trong động cơ phản lực mới, không khí được lấy vào trộn với nhiên liệu nhiều hơn giúp quá trình đốt cháy triệt để tạo ra năng lượng lớn đồng thời tiết kiệm được nhiên liệu hơn động cơ tua bin. Cộng với thùng đốt nhiên liệu phụ trội có thể giúp cho máy bay đạt tốc độ tối đa nhanh nhất.

## F-111
F-111A/E sử dụng động cơ phản lực TF30-P103. F-11 gặp phải vấn đề với tính tương thích với khe lấy không khí, nhiều vấn đề với khe lấy không khí đã ảnh hưởng đến việc thiết kế cánh. Máy bay F-111 có nhiều biến thể với khe lấy không khí khác nhau. Phiên bản D và F thiết kế lại và cải tiến khe lấy không khí của động cơ. F-111D dùng động cơ TF30-P-9, và F-111F dùng động cơ TF30-P-100

## F-14A
F-14 Tomcat với động cơ TF30-P-414A thường được gọi là "underpowered", dù có động cơ giống  F-111 với khung máy bay lớn, nhưng động cơ TF-30 đã gây ra tỷ số sức ép/trọng lượng lớn hơn F-4 Phantom. Động cơ TF30 thường bị gọi là kẻ đau yêu vì không đáp ứng được những đòi hỏi về tốc độ của máy bay chiến đấu, và dễ chết máy. Các phiên bản F-14B và D sử dụng động cơ mạnh hơn là F110-GE-400 và đạt được tỉ số sức ép/trọng lượng là 1:1. F-15 Eagle chờ đến khi mẫu động cơ F100 đem lại tỉ số sức ép/trọng lượng là 1:1.
Dù cho F-14A đi vào phục vụ trong hải quân với động cơ Pratt & Whitney TF30, nhưng đã thay thế sau 1 thập kỷ sử dụng với những rắc rối động cơ lúc đầu, Bộ quốc phòng Hoa Kỳ bắt đầu sử dụng động cơ F110-GE-400 để thay thế. Động cơ này đã giải quyết một số vấn đề và cung cấp thêm gần 30% lực đẩy.